# Statistisches Landesamt Rheinland-Pfalz

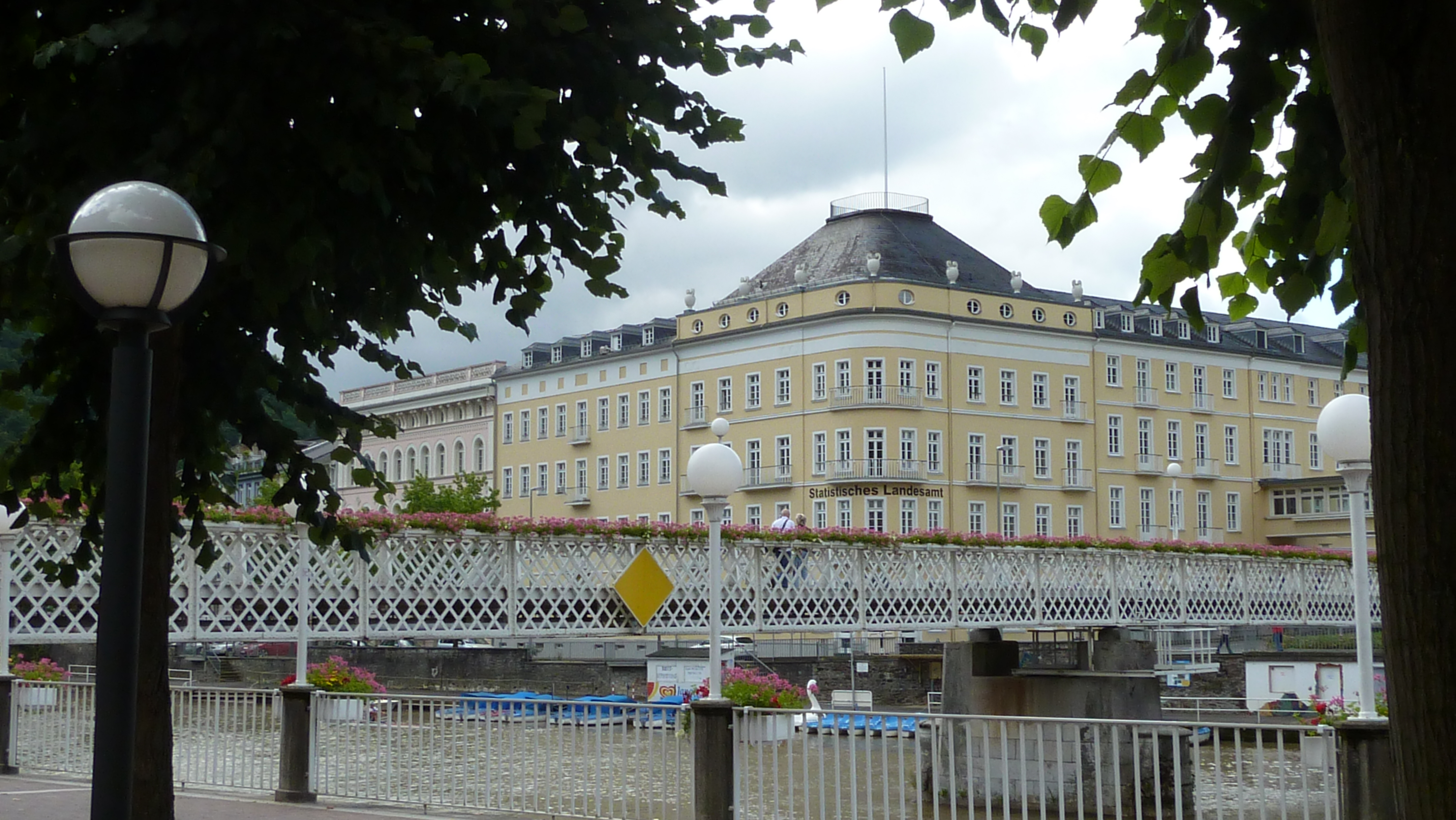
Statistisches Landesamt in Bad Ems

Das Statistische Landesamt Rheinland-Pfalz in Bad Ems an der Lahn ist ein Statistisches Landesamt und seit 1948 der Dienstleister rund um die statistische Infrastruktur in Rheinland-Pfalz. Anfang 1948 wurde die Arbeit im ehemaligen Hotel Römerbad in Bad Ems aufgenommen, nachdem die provisorische Landesregierung die Zusammenlegung der beiden von der französischen Militärregierung direkt nach Kriegsende in Neustadt an der Weinstraße und Koblenz-Stolzenfels gegründeten statistischen Ämter zum 1. Januar 1947 verfügt hatte. Im Laufe der Jahrzehnte wurden benachbarte Gebäude zur Erweiterung des Statistischen Landesamtes genutzt, und zwar das ehemalige Kurmittelhaus, das Hotel Fürst von Wales und das Haus Panorama.
Statistiken dienen der Orientierung und Positionsbestimmung, sie sind Teil eines gesellschaftlichen Controllings und oftmals Grundlage der Entscheidungsfindung, ob in Wirtschaft, Politik, Verwaltung oder für Bürger. 250 EU- und Bundesstatistiken sowie 60 Landesstatistiken liefern die erforderlichen Informationen über den Zustand und die Entwicklung von Gesellschaft, Wirtschaft, öffentlichem Sektor und Umwelt. Neutralität, Objektivität, wissenschaftliche Unabhängigkeit und Datenschutz sind dabei die obersten Grundsätze.
Das Statistische Landesamt in Bad Ems befasst sich nicht nur mit Statistik. Es ist auch Dienstleister für die rationelle Erledigung von zahlenintensiven Verwaltungsaufgaben. So werden im Statistischen Landesamt alle Berechnungen zur Auszahlung des Wohngeldes sowie für landwirtschaftliche Fördermaßnahmen durchgeführt. Ferner berechnet das Statistische Landesamt die Schlüsselzuweisungen an die Gemeinden, Verbandsgemeinden und Landkreise im Rahmen des kommunalen Finanzausgleichs, die Gemeindeanteile an der Einkommen- und der Umsatzsteuer sowie die Gewerbesteuerumlage, führt die Grundvermögensdatei des Landes und erfasst täglich die von den Landeskassen gemeldeten Einnahmen und Ausgaben im Rahmen der Landeshaushaltsrechnung. Nicht zuletzt folgt eine wichtige Aufgabe aus der Funktion des Präsidenten des Statistischen Landesamtes als Landeswahlleiter.